# Американська гарячка від укусів кліщів
Американська гарячка від укусів кліщів (англ. american tick bite fever / ATBF, також Рикетсіоз, який спричинює Rickettsia parkeri) — інфекційна хвороба з групи рикетсіозів, яку спричинює Rickettsia parkeri. Входить до групи плямистих рикетсіозів, яка ще містить везикульозний рикетсіоз, плямисту гарячку Скелястих Гір і кліщову гарячку тихоокеанського узбережжя.
Перший випадок цієї хвороби у людини діагностований в 2004 році. Клінічні прояви можуть включати гарячку, червоні плями на шкірі по всьому тілу та первинний афект на місці укусу кліща.

## Етіологія
Rickettsia parkeri — грамнегативна внутрішньоклітинна бактерія.

## Епідеміологічні особливості
Rickettsia parkeri виділена з численних видів кліщів роду Amblyomma: A. americanum у Сполучених Штатах, A. aureolatum у Бразилії, A. maculatum у Мексиці, Перу та США, A. nodosum у Бразилії, A. ovale в Бразилії та Мексиці, A. parvitarsum в Аргентині та Чилі, A. tigrinum в Аргентині, Болівії, Бразилії, Уругваї та A. triste в Аргентині, Бразилії, США та Уругваї. Різні кліщі можуть бути носіями різних штамів цієї рикетсії.

## Клінічні прояви
У хворих розвивається гарячка, первинний афект, висип, головний біль і міалгія. Висип найчастіше описували як плямистий або, рідше, папульозний.

## Діагностика
CDC рекомендує полімеразну ланцюгову реакцію (ПЛР) біоптату або мазка зі струпа або з елементів висипу для діагностики. Крім того, використовується непрямий імунофлюоресцентний аналіз антитіл сироватки крові.

## Лікування
За аналогією з іншими рикетсіозами призначається доксициклін.

## Профілактика
Необхідна особиста профілактика нападу й присмоктування кліщів у місцях їх природного проживання. Немає ефективної вакцини для профілактики цієї хвороби,